# یوکن
یوکن (به آلمانی: Jucken) یک شهر در آلمان است که در بیتبورگ-پروم واقع شده‌است.